# عرفان طهماسبی
عرفان طهماسبی (زادهٔ ۲۶ شهریور ۱۳۷۶-شوشتر) ترانه‌سرا، خواننده و آهنگساز اهل ایران است.
وی با حضور در برنامه عصر جدید دیده شد و در سال ۱۴۰۳ اولین کنسرت خود را برگزار کرد.

## زندگی
او در ۲۶ شهریور ۱۳۷۶ در شهرستان شوشتر، و در خانواده ای لر بختیاری به دنیا آمد.

## فعالیت هنری
به دلیل اینکه برادر بزرگتر عرفان میخواند و ساز میزد، عرفان نیز از کودکی به موسیقی علاقه مند شد، اما هیچگاه تحصیلات آکادمیک در حوزه موسیقی نداشت.
وی در مصاحبه ای با رسانه دویچه‌وله آلمان اذعان داشت که در نوجوانی هنرپیشگی تئاتر را در محضر استادش مجید بهداری آغاز کرده و بعد از چند سال رفته رفته به شاهنامه‌خوانی علاقمند شد.
عرفان طهماسبی در سال ۱۳۹۵ شیوه تازه‌ای از شاهنامه خوانی را ابداع و اجرا کرد؛ خواندن اشعار فردوسی با لحن موسیقی پاپ و همزمان توضیح دربارهٔ داستان (نقالی) باعث شد که ضیاالدین هاجری محقق، نویسنده و رئیس انجمن پالایش زبان فارسی، اولین بار برای خطاب قراردادن او از واژه «خنیا هنگامه خوان» استفاده کند. او معتقد بود که "عرفان هم خنیاگر و هم هنگامه خوان است."
چند سال بعد (سال ۱۳۹۹) حضور او در فصل دوم برنامه عصر جدید و اجرای آهنگ گلم گلم باعث دیده شدن وی در جامعه ایران شد.
توجه ویژه منتقد مطرح موسیقی ایرانی هومن خلعتبری به نحوه اجرای او باعث شد، جامعه موسیقی با دقت نظر بیشتری به آثارش بپردازند.
پس از آنکه طهماسبی موفق شد در این برنامه عنوان نایب قهرمان را کسب کند، فعالیت هنری خود را با شرکت نشر فرهنگی و هنری آوای هنر آغاز نمود.
عرفان طهماسبی اولین کنسرت خود را در خرداد ماه ۱۴۰۳ در اسپیناس پلاس تهران برگزار کرد که مورد توجه منتقدان قرار گرفت و با استقبال زیادی روبرو شد.

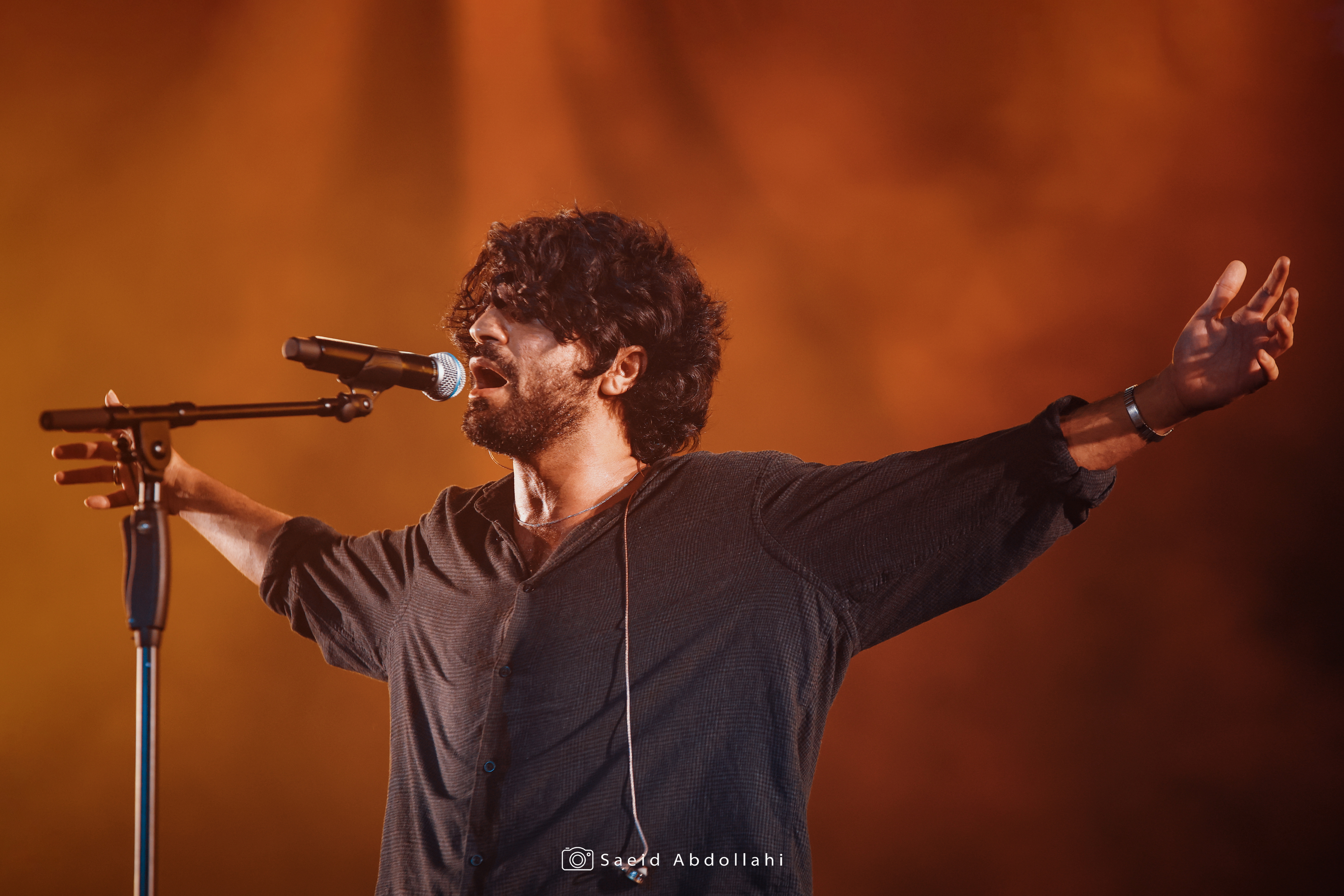
عرفان طهماسبی-فصل اول کنسرت ها-تهران

## تک‌آهنگ‌ها
| نام آهنگ    | سال انتشار (خورشیدی)   | سال انتشار (میلادی) | زبان/گویش           |
| ----------- | ---------------------- | ------------------- | ------------------- |
| هزارو یک شب | ۱۴۰۳ شاعر سهیل نقی پور | ۲۰۲۵                | فارسی ایرانی/تهرانی |
| راه         | ۱۴۰۳ شاعر سهیل نقی پور | ۲۰۲۴                | فارسی ایرانی/تهرانی |
| دلگیر       | ۱۴۰۳ شاعر سهیل نقی پور | ۲۰۲۴                | فارسی ایرانی/تهرانی |
| گلوبند      | ۱۴۰۳ شاعر سهیل نقی پور | ۲۰۲۴                | فارسی بوشهری        |
| وای اگر     | ۱۴۰۲                   | ۲۰۲۴                | فارسی ایرانی/تهرانی |
| پرسه        | ۱۴۰۲                   | ۲۰۲۳                | فارسی ایرانی/تهرانی |
| تو          | ۱۴۰۲                   | ۲۰۲۳                | فارسی ایرانی/تهرانی |
| خداحافظ     | ۱۴۰۲                   | ۲۰۲۳                | فارسی ایرانی/تهرانی |
| چه کنم      | ۱۴۰۲                   | ۲۰۲۳                | فارسی ایرانی/تهرانی |
| بی من       | ۱۴۰۲                   | ۲۰۲۳                | فارسی ایرانی/تهرانی |
| خیال        | ۱۴۰۱                   | ۲۰۲۲                | فارسی ایرانی/تهرانی |
| نجلا        | ۱۴۰۱                   | ۲۰۲۲                | فارسی بوشهری        |
| کجایی       | ۱۴۰۰                   | ۲۰۲۲                | فارسی ایرانی/تهرانی |
| مترسک       | ۱۴۰۰                   | ۲۰۲۱                | فارسی بوشهری        |
| گل مهتاب    | ۱۴۰۰                   | ۲۰۲۱                | فارسی ایرانی/تهرانی |
| تردید       | ۱۳۹۹                   | ۲۰۲۰                | فارسی بوشهری        |
| ماه مو      | ۱۳۹۹                   | ۲۰۲۰                | فارسی بوشهری        |
| گلم گلم     | ۱۳۹۹                   | ۲۰۲۰                | لری                 |